# دکتر دره افترمث را تقدیم می‌کند
| بررسی انتقادی              | بررسی انتقادی |
| منبع                       | رتبه‌بندی      |
| -------------------------- | ------------- |
| آل‌میوزیک                   | link          |
| اینترتینمنت ویکلی          | B+ link       |
| مجلهٔ رپ پِیجز               | (mixed) link  |
| راهنمای آلبوم رولینگ استون | link          |

دکتره دره افترمث را تقدیم می‌کند (به انگلیسی: Dr. Dre Presents... the Aftermath) یک آلبوم گردآوری‌شده توسط خواننده رپ و تهیه‌کننده موسیقی آمریکایی دکتر دره است که در تاریخ ۲۶ نوامبر ۱۹۹۶ منتشر شد. این آلبوم به عنوان اولین آلبوم افترمث اینترتینمنت به حساب می‌آید.